# Stewart SF3
Der Stewart SF3, welcher in der Saison 1999 eingesetzt wurde, war der dritte und letzte Formel-1-Rennwagen von Stewart Grand Prix.

## Technik und Entwicklung
Der technische Direktor für die Entwicklung war Gary Anderson, der Alan Jenkins ersetzte. Ihm unterstanden Andy Le Flemming für die Konstruktion und Eghbal Hamidy sowie dessen Nachfolger Darren Davis für die aerodynamische Form des Wagens. Der Wagen war noch unter dem früheren technischen Direktor Alan Jenkins neu entwickelt worden. Der neue Direktor Gary Anderson hatte nur auf die Teile Einfluss, die den Fertigstellungstermin nicht verzögerten.
Der Motor war ein Ford-Cosworth CR-1-V10-Saugmotor von Cosworth mit einem Hubraum von 2.998 cm³ und einem Zylinderbankwinkel von 72°. Er leistete bei 16.200/min ungefähr 589 kW (790 PS). Cosworth konnte beim Motor im Vergleich zum Vorjahr rund 30 kg an Gewicht einsparen und so wog dieser jetzt nur mehr 100 kg. Im Rahmen der Partnerschaft mit Ford erhielt das Team diesen Motor exklusiv. Das selbstentwickelte Halbautomatikgetriebe hatte sechs Gänge. Als Radaufhängung wurde vorne sowie hinten eine Doppelquerlenkerachse mit innenliegenden, über Schubstangen betätigten Federn und Stoßdämpfern verwendet. Das Material dazu lieferte Penske, der Treibstoff wurde von Texaco bezogen und die Reifen kamen von Bridgestone.

## Renngeschichte

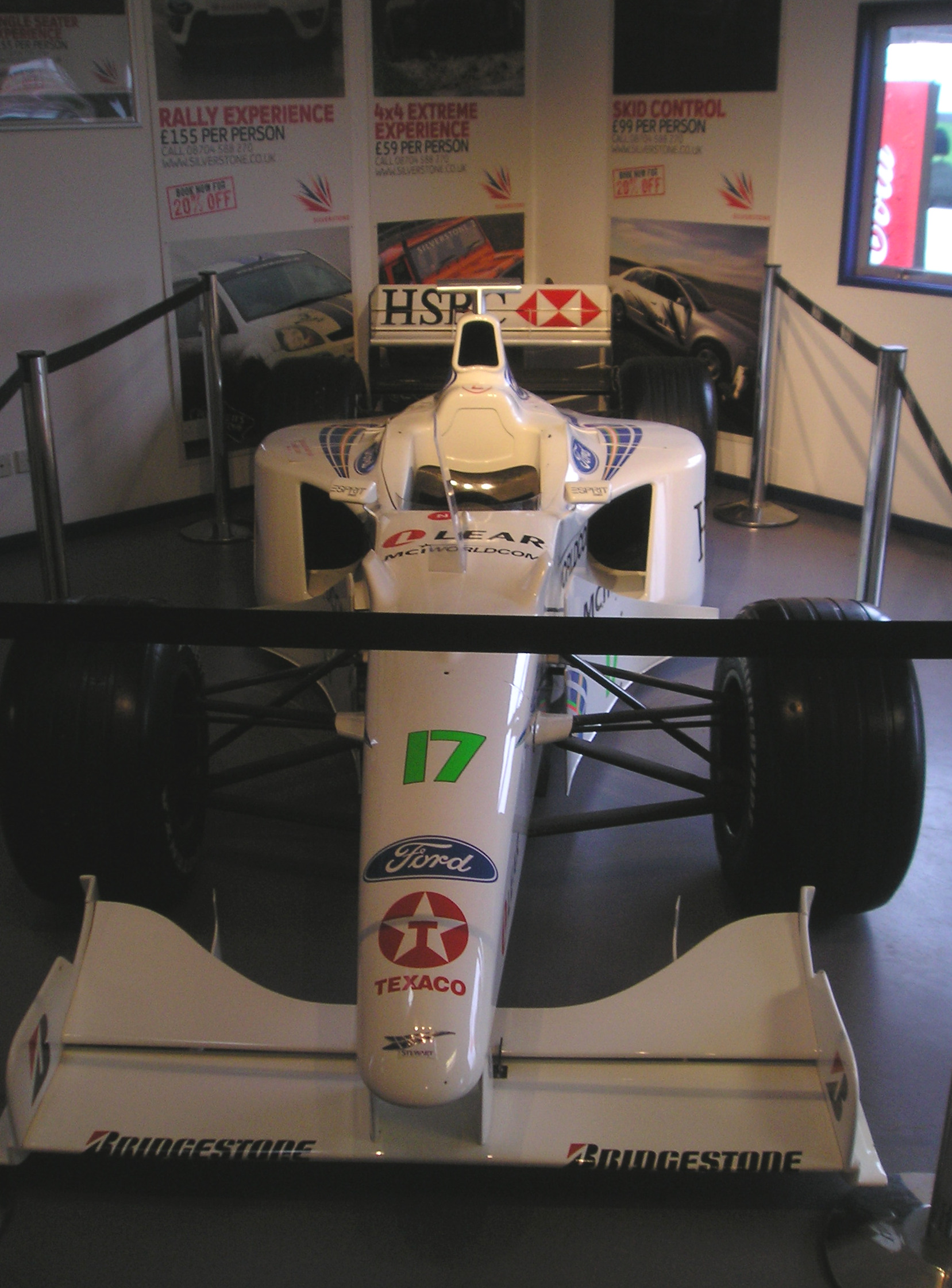
Stewart SF3 von Johnny Herbert im Jahr 2008

Anfang Januar verließ der langjährige technische Direktor Alan Jenkins das Team, nachdem er seinen Vertrag hatte auslaufen lassen. Als Ersatz wurde Jordans technischer Direktor Gary Anderson verpflichtet.
Das Auto wurde Ende Januar 1999 fertiggestellt und in Birmingham der Öffentlichkeit präsentiert. Der SF3 hatte eine konkurrenzfähige Leistung und war zuverlässiger als die beiden Vorgängerwagen; so schied man in dieser Saison nur zwölf Mal aus. Zum Vergleich: Im Jahr davon schieden die Fahrzeuge des Teams 20 Mal aus. Folglich konnte das Fahrerduo um Rubens Barrichello und Johnny Herbert regelmäßig Punkteränge erreichen.
Barrichello konnte dabei drei Podiumsplatzierungen und drei dritte Plätze einfahren sowie sich beim Großen Preis von Frankreich für die Pole-Position qualifizieren. Beim Großen Preis von Spanien wurde er allerdings wegen eines irregulären Fahrzeugbodens disqualifiziert. Da er das Rennen auf dem achten Platz beendete, verlor er dadurch allerdings keine Weltmeisterschaftspunkte. Sein Teamkollege Johnny Herbert konnte beim chaotischen Großen Preis von Europa am Nürburgring von den zahlreichen Ausfällen der Konkurrenz profitieren und holte den ersten und einzigen Sieg der Teamgeschichte. Zu Beginn der Saison hatte Herbert wiederum unter kuriosen Umständen nicht beim Großen Preis von Australien starten können: Vor dem Start verloren beide Stewart-Fahrzeuge Öl, das sich unter den Fahrzeugen entzündete und viel Rauch erzeugte. Der Startvorgang wurde abgebrochen und für den Neustart erhielt Barrichello das Ersatzfahrzeug (T-Car), sodass Herbert auf die Rennteilnahme verzichten musste.
Mit insgesamt 36 Punkten, vier Podestplatzierungen und einem Sieg belegte das Team am Ende Platz vier in der Konstrukteursweltmeisterschaft; dies war die beste Platzierung in der Geschichte des Teams.
Im Verlauf der Saison vermeldete der Hauptsponsor Ford die Übernahme des Teams. Ab der nächsten Saison ging es als Jaguar Racing an den Start. Jaguar Racing konnte in den folgenden fünf Jahren nicht an die Erfolge von Stewart Grand Prix anknüpfen.

## Lackierung und Sponsoring
Wie seine Vorgänger war auch der SF3 in weiß gehalten. Auf der Motorenabdeckung und an den Seiten der Fahrzeugfront fanden sich Bänder mit Royal Stewart Tartan, dem Tartan des Clan Stewart, dem auch Teamgründer Jackie Stewart angehört.
Hauptsponsor des Teams war die Bank HSBC, die auf den Seitenkästen, dem Heckflügel und an der Seite des Frontflügels warb. Weiterhin platzierte Stewart Logos des Motorenpartners Ford auf der Airbox, der Fahrzeugnase sowie seitlich unterhalb des Cockpits. Bridgestone und Texaco als weitere Ausrüster wurden auf der Fahrzeugnase sowie auf dem Frontflügel beworben. Weitere kleinere Sponsoren waren das Elektronikunternehmen Hewlett-Packard, die Automobilzulieferer Lear Corporation und Visteon sowie die Telefongesellschaft MCI WorldCom.

## Fahrer
Das Auto wurde von Rubens Barrichello, der in seinem dritten Jahr bei Stewart fuhr, und Johnny Herbert, der von Sauber kam, gefahren. Luciano Burti wurde als Test- und Ersatzfahrer nominiert.
Der zuständige Ingenieur für Barrichello war Robin Geary, für Johnny Herbert war Simon Smart zuständig.

## Weitere Verwendung der Chassis
Ein Chassis des SF3 von Johnny Herbert wurde im Hauptquartier von Cosworth ausgestellt.

## Stewart SF3B
Der französische Reifenhersteller Michelin führte im Jahr 2000 einige Tests mit Formel-1-Wagen durch, um sich auf den Einstieg in die Saison 2001 zu konzentrieren. Dazu verwendete er einen modifizierten Stewart SF3B sowie einen Williams FW21B. Am Steuer des SF3B war der Deutsche Jörg Müller.

## Ergebnisse
| Fahrer                          | Nr.                             | 1   | 2   | 3  | 4   | 5   | 6   | 7   | 8  | 9   | 10  | 11 | 12  | 13  | 14 | 15 | 16 | Punkte | Rang |
| ------------------------------- | ------------------------------- | --- | --- | -- | --- | --- | --- | --- | -- | --- | --- | -- | --- | --- | -- | -- | -- | ------ | ---- |
| Formel-1-Weltmeisterschaft 1999 | Formel-1-Weltmeisterschaft 1999 |     |     |    |     |     |     |     |    |     |     |    |     |     |    |    |    | 36     | 4.   |
| R. Barrichello                  | 16                              | 5   | DNF | 3  | 9   | DSQ | DNF | 3   | 8  | DNF | DNF | 5  | 10  | 4   | 3  | 5  | 8  | 36     | 4.   |
| J. Herbert                      | 17                              | DNS | DNF | 10 | DNF | DNF | 5   | DNF | 12 | 14  | 11  | 11 | DNF | DNF | 1  | 4  | 7  | 36     | 4.   |

| Legende  | Legende            | Legende                                                          |
| Farbe    | Abkürzung          | Bedeutung                                                        |
| -------- | ------------------ | ---------------------------------------------------------------- |
| Gold     | –                  | Sieg                                                             |
| Silber   | –                  | 2. Platz                                                         |
| Bronze   | –                  | 3. Platz                                                         |
| Grün     | –                  | Platzierung in den Punkten                                       |
| Blau     | –                  | Klassifiziert außerhalb der Punkteränge                          |
| Violett  | DNF                | Rennen nicht beendet (did not finish)                            |
| Violett  | NC                 | nicht klassifiziert (not classified)                             |
| Rot      | DNQ                | nicht qualifiziert (did not qualify)                             |
| Rot      | DNPQ               | in Vorqualifikation gescheitert (did not pre-qualify)            |
| Schwarz  | DSQ                | disqualifiziert (disqualified)                                   |
| Weiß     | DNS                | nicht am Start (did not start)                                   |
| Weiß     | WD                 | zurückgezogen (withdrawn)                                        |
| Hellblau | PO                 | nur am Training teilgenommen (practiced only)                    |
| Hellblau | TD                 | Freitags-Testfahrer (test driver)                                |
| ohne     | DNP                | nicht am Training teilgenommen (did not practice)                |
| ohne     | INJ                | verletzt oder krank (injured)                                    |
| ohne     | EX                 | ausgeschlossen (excluded)                                        |
| ohne     | DNA                | nicht erschienen (did not arrive)                                |
| ohne     | C                  | Rennen abgesagt (cancelled)                                      |
| ohne     | keine WM-Teilnahme |                                                                  |
| sonstige | P/fett             | Pole-Position                                                    |
| sonstige | 1/2/3/4/5/6/7/8    | Punktplatzierung im Sprint-/Qualifikationsrennen                 |
| sonstige | SR/kursiv          | Schnellste Rennrunde                                             |
| sonstige | *                  | nicht im Ziel, aufgrund der zurückgelegten Distanz aber gewertet |
| sonstige | ()                 | Streichresultate                                                 |
| sonstige | unterstrichen      | Führender in der Gesamtwertung                                   |